# Chiesa di San Lorenzo (Neviano degli Arduini, Lodrignano)
La chiesa di San Lorenzo è un luogo di culto cattolico dalle forme neobizantine, situato in piazza San Lorenzo a Lodrignano, frazione di Neviano degli Arduini, in provincia e diocesi di Parma; è sede di una parrocchia compresa nella zona pastorale della Montagna.

## Storia
Il luogo di culto originario fu eretto in epoca medievale; la più antica testimonianza della sua esistenza risale al 1230, quando la Capelle de Lodragnano fu citata nel Capitulum seu Rotulus Decimarum della diocesi di Parma tra le dipendenze della pieve di Sasso.
L'edificio fu nominato anche nel Regesto antico del 1494, quando comparve per la prima volta l'intitolazione a san Lorenzo.
Nel 1564 la chiesa fu elevata a sede parrocchiale autonoma.
Il 7 settembre 1920 un devastante terremoto lesionò irreversibilmente il tempio medievale, che fu successivamente abbattuto; nel 1921, sui resti dell'edificio precedente, furono avviati i lavori di costruzione di un nuovo luogo di culto neobizantino, ribaltando il precedente orientamento. La chiesa fu completata nel 1926 e solennemente consacrata il 17 settembre 1927 alla presenza del vescovo di Parma Guido Maria Conforti. Nel 1928 fu portato a termine anche l'adiacente campanile.
In seguito al sisma del 23 dicembre 2008, tra il 2011 e il 2013 il tempio fu sottoposto a interventi di consolidamento strutturale; nel corso dei lavori, fu anche sostituito l'altare maggiore e fu restaurata la facciata.

## Descrizione

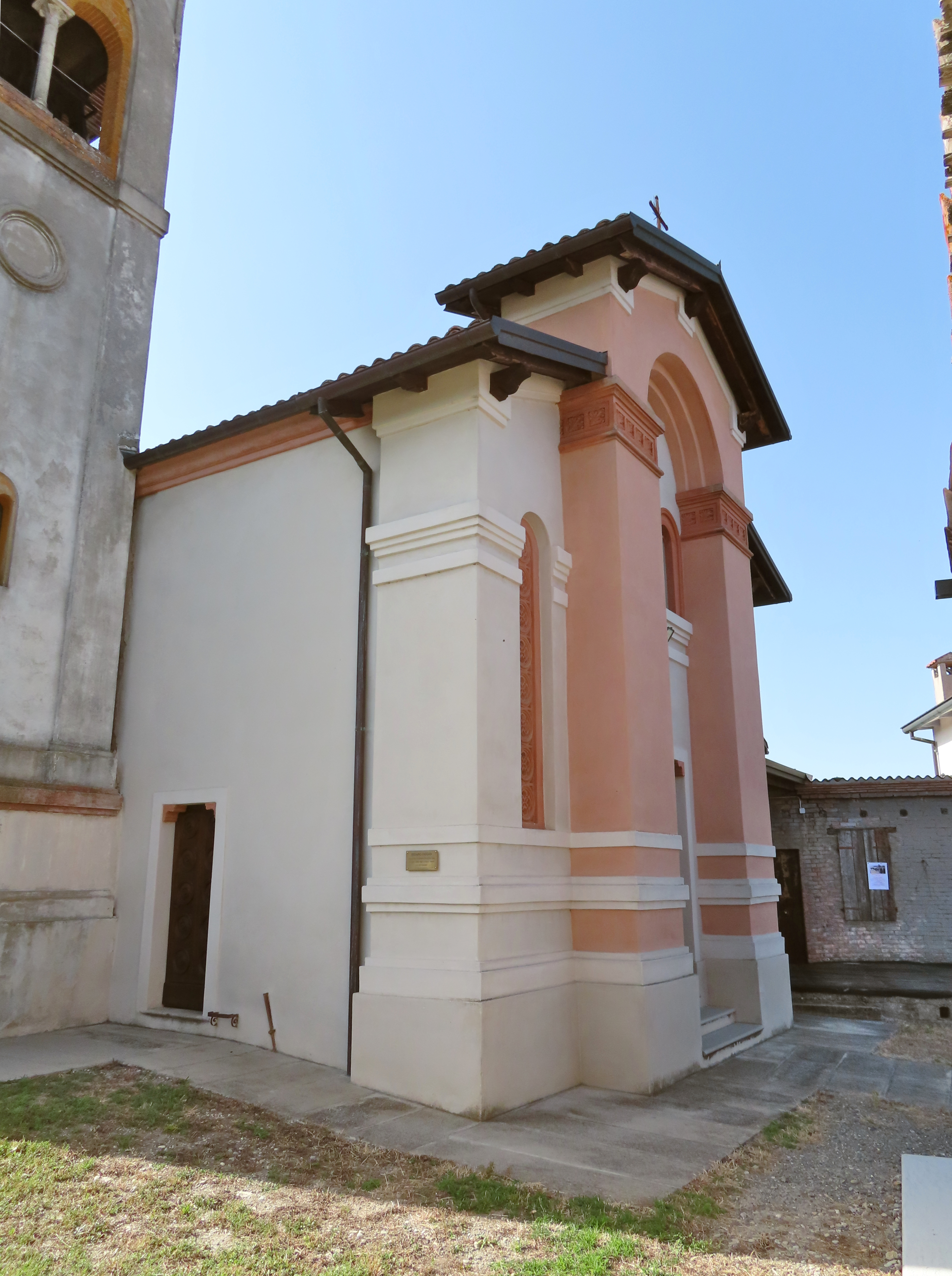
Facciata e lato sud

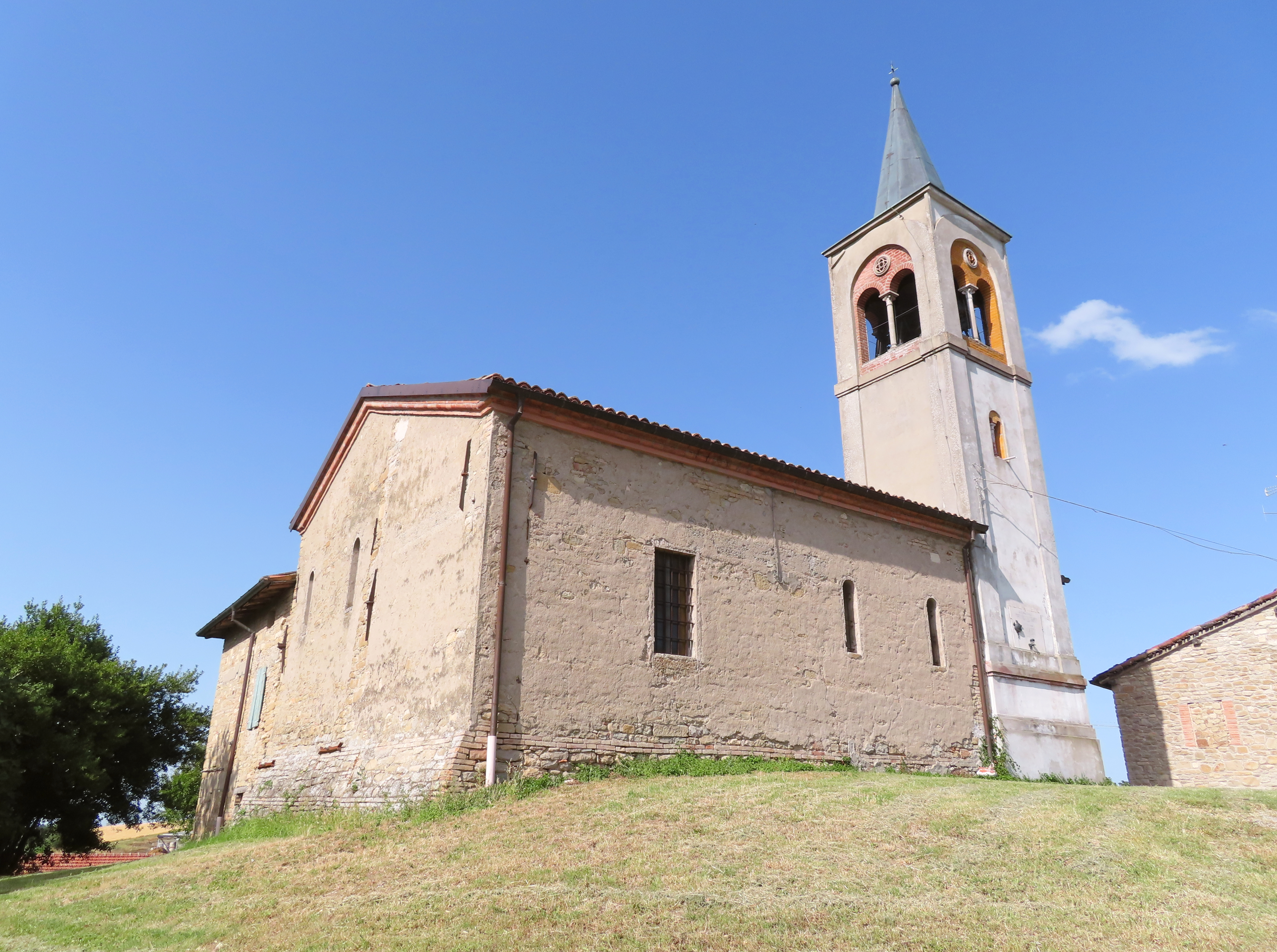
Retro e lato sud

La chiesa si sviluppa su un impianto a navata unica affiancata da una cappella sulla sinistra, con ingresso a est e presbiterio a ovest.
La simmetrica facciata a salienti, interamente intonacata, è tripartita verticalmente da due massicce paraste, coronate da due capitelli a sostegno dell'ampia arcata a tutto sesto centrale. Nel mezzo è collocato il portale d'ingresso, delimitato da una cornice; superiormente, sopra a una fascia marcapiano modanata, si apre una trifora scandita da colonnine. Ai lati si trovano due alte monofore ad arco a tutto sesto incorniciate.
Al fianco nord è accostata la canonica in pietra, mentre dal lato sud aggettano la cappella, la sagrestia e il campanile, la cui cella campanaria si affaccia sulle quattro fronti attraverso ampie bifore ad arco a tutto sesto; a coronamento si erge nel mezzo un'aguzza guglia a pianta ottagonale.
All'interno la navata, coperta da un soffitto a capriate lignee, è affiancata sulla sinistra dall'ampia arcata a tutto sesto, retta da paraste, attraverso la quale si affaccia sull'aula la cappella, chiusa superiormente da una volta a botte.
Il presbiterio, lievemente sopraelevato, è preceduto dall'arco trionfale, retto da paraste; l'ambiente, coronato da una volta a botte, accoglie l'altare maggiore a mensa in marmo rosso e bianco, aggiunto nel 2013; sul fondo si staglia, all'interno di una grande cornice riccamente intagliata nel XVII o XVIII secolo, la pala raffigurante la Madonna col Bambino e i santi Lorenzo e Carlo Borromeo, risalente al XVI o XVII secolo.